# Банинг (град, Калифорния)
Банинг (на английски: Banning) е град в окръг Ривърсайд, щата Калифорния, САЩ. Банинг е с население от 23562 жители (2000) и обща площ от 59,7 km². Намира се на 716 m надморска височина. ЗИП кодовете му са 92220, а телефонният му код е 951.